# Freddie Crittenden
Freddie Crittenden III, född  3 augusti 1994, är en amerikansk friidrottare som främst tävlar i häcklöpning.

## Karriär
Vid VM 2023 tog han sig till finalen på 110 meter häck och där slutade han på en fjärde plats. Vid de amerikanska uttagningarna till OS placerade han sig på en andra plats och kvalificerade sig till OS 2024.